# Olio di oliva

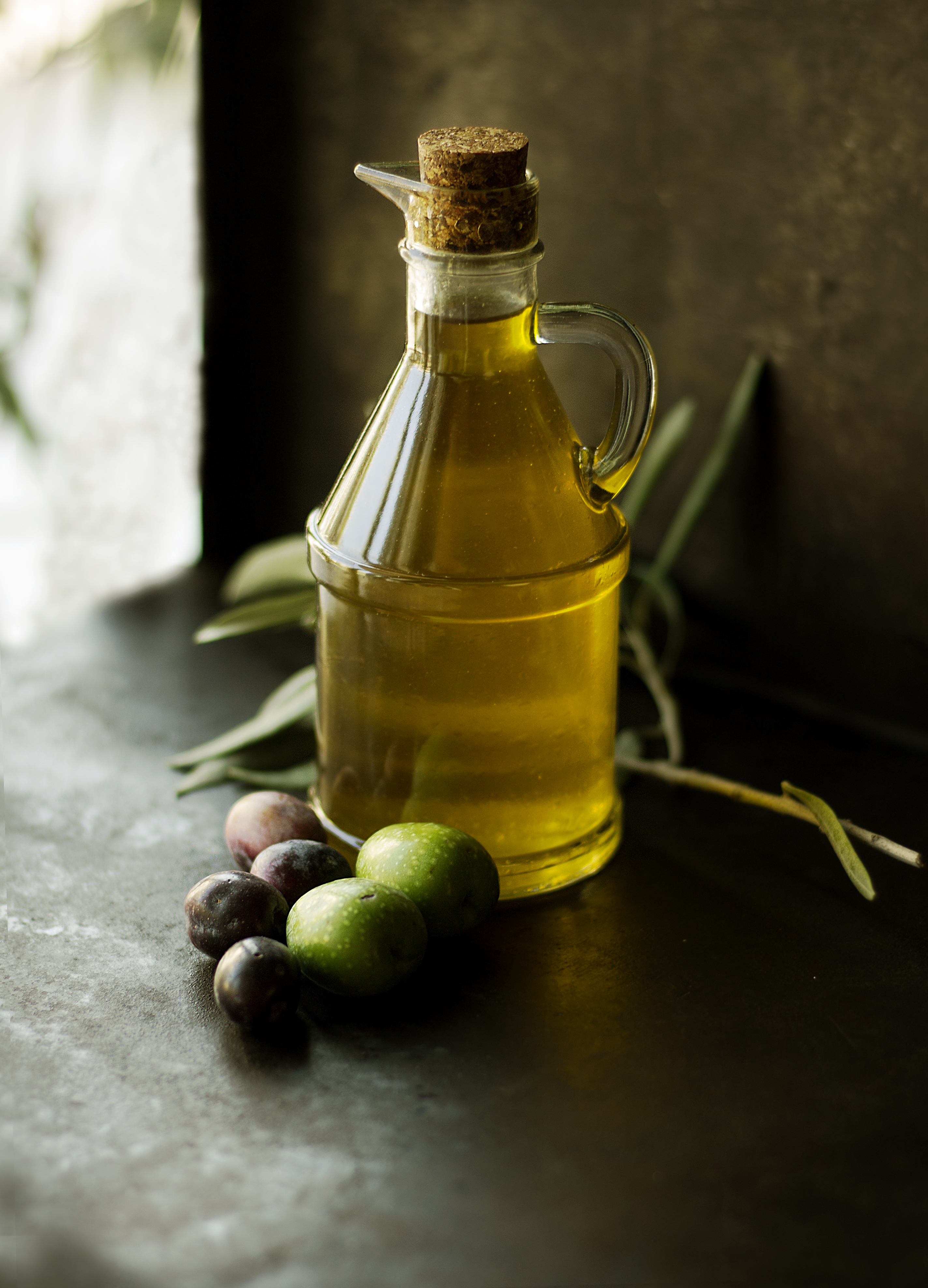
Olio d'oliva

L'olio di oliva è un olio alimentare estratto dalle olive, ovvero i frutti dell'ulivo (Olea europaea). Il tipo "vergine" si ricava dalla spremitura meccanica delle olive. Altri tipi merceologici di olio derivato dalle olive, ma con proprietà dietetiche e organolettiche differenti, si ottengono per rettificazione degli oli vergini e per estrazione con solvente dalla sansa di olive. È caratterizzato da un elevato contenuto di acidi grassi monoinsaturi.
Prodotto originario della tradizione agroalimentare del Mediterraneo, l'olio d'oliva è prodotto anche nelle altre regioni a clima mediterraneo.

## Tipi di olio di oliva
Le denominazioni commerciali sono rigorosamente codificate dall'Unione europea nella direttiva 136/66/CEE. Il regolamento CE 2568/91 e in ultimo il regolamento CE 1989/03 individuano le categorie di oli di oliva riportati nella tabella sottostante.
| Denominazione                                                        | Acidità (%) | Note | Cere (mg/kg) |
| Olio extra vergine d'oliva (anche detto "EVO")                       | ≤ 0,8       | È ottenuto tramite estrazione con soli metodi meccanici.                                                                                           | ≤ 250        |
| Olio d'oliva vergine                                                 | ≤ 2,0       | È ottenuto tramite estrazione con soli metodi meccanici.                                                                                           | ≤ 250        |
| Olio d'oliva lampante                                                | > 2,0       | È ottenuto tramite estrazione con soli metodi meccanici, ma non è utilizzabile per il consumo alimentare.                                          | ≤ 300        |
| Olio d'oliva raffinato                                               | ≤ 0,3       | È ottenuto tramite rettificazione di oli vergini lampanti con metodi fisici e chimici e successiva raffinazione.                                   | ≤ 350        |
| Olio d'oliva composto di oli d'oliva raffinati e oli d'oliva vergini | ≤ 1,0       | | ≤ 350        |
| Olio di sansa d'oliva greggio                                        | -           | È ottenuto per estrazione con solvente dalle sanse. Presenta una concentrazione di cere > 350 mg/kg. Non è utilizzabile per il consumo alimentare. | > 350        |
| Olio di sansa d'oliva raffinato                                      | ≤ 0,3       | È ottenuto tramite raffinazione. | > 350        |
| Olio di sansa d'oliva                                                | ≤ 1,0       | | > 350        |

Molti parametri chimico-fisici definiti per classificare i diversi oli di oliva servono anche a limitare il rischio adulterazioni, particolarmente alto. Dalle norme europee oltre alla acidità e al tenore di cere sono indicati limiti nei seguenti parametri:
- concentrazione 2-gliceril monopalmitato cioè digliceridi con l'acido palmitico in posizione 2
- concentrazione di stigmastadiene negli oli di oliva non raffinati
- concentrazione della somma degli isomeri transoleici
- concentrazione della somma degli isomeri translinoleici e translinolenici
- concentrazione degli steroli totali
- concentrazione di eritrodiolo e uvaolo
- concentrazione di esteri metilici di acidi grassi (FAME) e esteri etilici di acidi grassi (FAEE) Di questi, il limite è fissato solo per l'olio extra vergine di oliva.

Per il produttore è facoltativo indicare sull'etichetta della confezione il grado di acidità del prodotto; in tal caso è però obbligatorio per legge indicare anche il numero di perossidi, il tenore in cere e l'assorbimento all'ultravioletto.
Se un olio d'oliva è stato prodotto con almeno il 95% in peso di olive da agricoltura biologica (vedi regolamento CE n. 834/2007, che tra le altre cose vieta l'utilizzo di OGM o radiazioni ionizzanti) allora l'olio può essere definito "olio d'oliva biologico". In questo caso l'etichetta può comprendere la dicitura "bio" o "biologico"" e deve riportare chiaramente il logo di prodotto biologico, i codici dell'organismo di controllo e dell'operatore, l'indicazione dell'origine dell'olio utilizzando la terminologia specifica "Agricoltura UE", "Agricoltura Non UE" e "Agricoltura UE/Non UE".

### Olio di oliva extra vergine

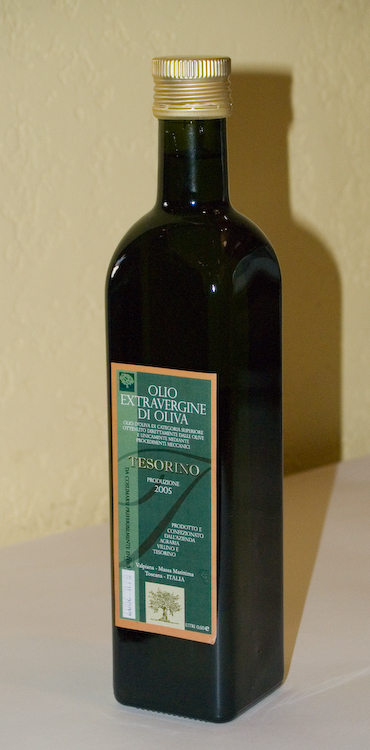
Tipologia di confezione per gli oli di oliva extra vergini

La normativa europea (Regolamento CEE n. 2568/91 e successivi aggiornamenti) ha fissato gli standard qualitativi minimi che l'olio di oliva deve presentare per poter essere commercializzato con la dicitura "Olio Extra Vergine". Deve essere ottenuto tramite estrazione con soli metodi meccanici. L'acidità di un olio extra vergine non deve mai superare lo 0,8%. Infatti l'acidità, cioè la concentrazione di acidi grassi liberi, è uno dei parametri fondamentali per valutare qualitativamente l'olio.
In Italia è stata creata una Carta di identità dell'olio extravergine di oliva.

### Olio di sansa di oliva
La sansa di olive è ciò che resta dopo l'estrazione dell'olio e da essa è possibile estrarre ancora olio residuo: infatti la sansa, a seconda del tipo di frantoio, contiene dal 3% al 6% di olio. La sansa proveniente da frantoi tradizionali (con presse) contiene circa il 6% di olio mentre la sansa da frantoi moderni, i cosiddetti frantoi "continui", ne contiene circa il 3%. Questo olio, detto "olio di sansa grezzo", viene estratto industrialmente nei "sansifici" per mezzo di solventi chimici e non è commestibile: attraverso un trattamento di raffinazione si ricava l'"olio di sansa d'oliva raffinato", che è commestibile ma non è commercializzabile come olio alimentare; solo dopo l'aggiunta di una percentuale non meglio specificata di olio di oliva vergine esso diviene commerciabile ed è denominato "olio di sansa di oliva". Questo prodotto è l'unico olio derivante dalle olive a subire il processo di estrazione con solventi ed è quindi l'unico olio derivante dalle olive che può essere paragonato alla gran parte degli oli di semi che si trovano in commercio. Difatti la gran parte degli oli di semi in commercio viene estratto utilizzando lo stesso processo. Tuttavia l'olio di sansa di oliva mantiene invariata la composizione in acidi grassi rispetto all'olio d'oliva, cioè con un alto tenore di MUFA (acidi grassi monoinsaturi) con percentuali del 60-85%.

### Oli monocultivar e blend
Gli oli ottenuti da una singola varietà di olive, in Italia ne sono state classificate 194, vengono definiti "Monovarietali" o "Monocultivar".   Gli oli prodotti mescolando l'olio ricavato da olive di diverse cultivar vengono detti "blend".

## Composizione
In tutti gli oli vegetali la composizione può variare in funzione della cultivar, delle condizioni ambientali, della raccolta e della lavorazione. L'olio di oliva è composto prevalentemente da trigliceridi, con concentrazioni intorno al 98-99%, che costituiscono la cosiddetta "frazione saponificabile". Gli acidi grassi di cui sono composti questi trigliceridi hanno una distribuzione che nello standard definito dalla UE non cambia tra i diversi tipi di olio. Inoltre l'UE consente una variazione molto ampia nel rapporto tra i principali acidi grassi; ad esempio il rapporto tra acido oleico e acido linoleico può andare da un minimo del 2,62% ad un massimo del 33,2%.
| acido grasso        | limiti concentrazione (%) regolamento CE 1989/03 e successive revisioni. | concentrazione (%) media di 1050 campioni di EVO italiano. | concentrazione (%) mediana di 573 campioni di olio di oliva italiano . |
| ------------------- | ------------------------------------------------------------------------ | ---------------------------------------------------------- | ---------------------------------------------------------------------- |
| acido miristico     | ≤ 0,05                                                                   | -                                                          | -                                                                      |
| acido palmitico     | 7,50 – 20,00                                                             | 12,01                                                      | 12,9                                                                   |
| acido palmitoleico  | 0,30 – 3,50                                                              | 1,1                                                        | -                                                                      |
| acido margarico     | ≤ 0,30                                                                   | -                                                          | -                                                                      |
| acido eptadecenoico | ≤ 0,30                                                                   | -                                                          | 0,12                                                                   |
| acido stearico      | 0,50 – 5,00                                                              | 2,23                                                       | 2,02                                                                   |
| acido oleico        | 55,00 – 83,00                                                            | 73,02                                                      | 74,89                                                                  |
| acido linoleico     | 2,50 – 21,00                                                             | 10,3                                                       | 7,63                                                                   |
| acido linolenico    | ≤ 1,00                                                                   | 0,33                                                       | -                                                                      |
| acido arachidico    | ≤ 0,60                                                                   | 0,61                                                       | -                                                                      |
| acido gadoleico     | ≤ 0,40                                                                   | 0,17                                                       | -                                                                      |
| acido beenico       | ≤ 0,20                                                                   | -                                                          | -                                                                      |
| acido lignocerico   | ≤ 0,20                                                                   | -                                                          | -                                                                      |

La frazione cosiddetta "insaponificabile", sebbene abbia una concentrazione molto bassa rispetto alla frazione saponificabile, è costituita da molte sostanze che influiscono enormemente sulle proprietà bionutrizionali dell'olio di oliva, tra cui figurano ad esempio i carotenoidi, le clorofille, gli steroli e i tocoferoli.

### Standard qualitativi
Contrariamente ad altri oli alimentari, per l'olio d'oliva non esiste uno standard internazionale globalmente riconosciuto. Lo stesso Codex Alimentarius ha redatto specifiche che rispecchiano in gran parte quelle redatte dall'IOC (ex IOOC) l'International Olive Oil Council, ma con alcune differenze nella classificazione dei diversi oli di oliva, nella definizione della composizione standard oltre che nelle procedure di test. Alcuni paesi (USA, CINA, Australia, Sudafrica) hanno adottato standard nazionali leggermente divergenti dallo standard Codex o IOC.
La stessa Unione europea nella classificazione degli oli non ha adottato tutte le indicazioni dello standard IOC su cui peraltro si basa.
Mancando un'armonizzazione internazionale degli standard di qualità dell'olio d'oliva sono presenti specifiche nazionali spesso influenzate dalla qualità delle produzioni locali; ad esempio gli standard australiano e sudafricano consentono un tenore di acido α-linolenico più alto di quello europeo. Inoltre i vari standard nazionali e sovranazionali sono in continuo aggiornamento per contrastare le nuove tecniche di adulterazione o contraffazione degli oli d'oliva di maggior valore, come gli oli extravergini DOP o biologici.
| Parametri di qualità dell’olio extra vergine di oliva nei diversi standard nazionali e sovranazionali | Parametri di qualità dell’olio extra vergine di oliva nei diversi standard nazionali e sovranazionali | Parametri di qualità dell’olio extra vergine di oliva nei diversi standard nazionali e sovranazionali | Parametri di qualità dell’olio extra vergine di oliva nei diversi standard nazionali e sovranazionali | Parametri di qualità dell’olio extra vergine di oliva nei diversi standard nazionali e sovranazionali | Parametri di qualità dell’olio extra vergine di oliva nei diversi standard nazionali e sovranazionali | Parametri di qualità dell’olio extra vergine di oliva nei diversi standard nazionali e sovranazionali | Parametri di qualità dell’olio extra vergine di oliva nei diversi standard nazionali e sovranazionali |
| --- | --- | --- | --- | --- | --- | --- | --- |
| | FA g oleic acid/100 g oil                                                                             | PV meq O2/Kg oil                                                                                      | K232                                                                                                  | K270                                                                                                  | FAEEs mg/kg oil                                                                                       | Md | Mf |
| UE | ≤0,8                                                                                                  | ≤20                                                                                                   | ≤2,50                                                                                                 | ≤0,22                                                                                                 | ≤35                                                                                                   | 0 | >0 |
| IOC | ≤0,8                                                                                                  | ≤20                                                                                                   | ≤2,50                                                                                                 | ≤0,22                                                                                                 | ≤35                                                                                                   | 0 | >0 |
| CODEX | ≤0,8                                                                                                  | ≤20                                                                                                   | ≤2,50                                                                                                 | ≤0,22                                                                                                 | n.d.                                                                                                  | 0 | >0 |
| Argentina | ≤0,8                                                                                                  | ≤20                                                                                                   | ≤2,50                                                                                                 | ≤0,22                                                                                                 | n.d.                                                                                                  | n.d.                                                                                                  | n.d.                                                                                                  |
| USDA | ≤0,8                                                                                                  | ≤20                                                                                                   | ≤2,50                                                                                                 | ≤0,22                                                                                                 | n.d.                                                                                                  | 0 | >0 |
| Australia | ≤0,8                                                                                                  | ≤20                                                                                                   | ≤2,50                                                                                                 | ≤0,22                                                                                                 | n.d.                                                                                                  | 0 | >0 |
| Sudafrica | ≤0,8                                                                                                  | ≤20                                                                                                   | ≤2,50                                                                                                 | ≤0,22                                                                                                 | n.d.                                                                                                  | 0 | >0 |
| California | ≤0,5                                                                                                  | ≤15                                                                                                   | ≤2,40                                                                                                 | ≤0,22                                                                                                 | n.d.                                                                                                  | 0 | >0 |
| Cina | ≤0,8                                                                                                  | ≤20                                                                                                   | ≤2,50                                                                                                 | ≤0,22                                                                                                 | n.d.                                                                                                  | 0 | >0 |
| Brasile | ≤0,8                                                                                                  | ≤20                                                                                                   | ≤2,50                                                                                                 | ≤0,22                                                                                                 | FAME + FAEE< 75 mg/kg or > 150 mg/kg if FAEE/FAME > 1,5                                               | 0 | >0 |
| India | ≤1,0                                                                                                  | ≤20                                                                                                   | n.d.                                                                                                  | ≤0,22                                                                                                 | n.d.                                                                                                  | n.d.                                                                                                  | n,a                                                                                                   |
| Legenda: FA = acidità, PV = valore di perossido, K232-K270 = indici spettrofotometrici FAEE = esteri etilici acidi grassi, FAME = esteri metilici acidi grassi, Md = Valutazione organolettica Mediana del difetto, Mf = Valutazione organolettica Mediana del fruttato, n.d. = non definito | | | | | | | |

| Steroli – Parametri di qualità dell’olio extra vergine di oliva nei diversi standard nazionali e sovranazionali | Steroli – Parametri di qualità dell’olio extra vergine di oliva nei diversi standard nazionali e sovranazionali | Steroli – Parametri di qualità dell’olio extra vergine di oliva nei diversi standard nazionali e sovranazionali | Steroli – Parametri di qualità dell’olio extra vergine di oliva nei diversi standard nazionali e sovranazionali | Steroli – Parametri di qualità dell’olio extra vergine di oliva nei diversi standard nazionali e sovranazionali | Steroli – Parametri di qualità dell’olio extra vergine di oliva nei diversi standard nazionali e sovranazionali | Steroli – Parametri di qualità dell’olio extra vergine di oliva nei diversi standard nazionali e sovranazionali |
| --- | --- | --- | --- | --- | --- | --- |
| | Brassicasterolo %                                                                                               | Campesterolo %                                                                                                  | Stigmasterolo %                                                                                                 | β-sitosterolo                                                                                                   | Δ-7-stigmastenolo %                                                                                             | totale steroli mg/kg olio                                                                                       |
| UE | ≤0,1 | ≤4,0 | <Campest, | ≥93,0 | ≤0,5 | ≥1000 |
| IOC | ≤0,1 | ≤4,0 | <Campest, | ≥93,0 | ≤0,5 | ≥1000 |
| CODEX | ≤0,1 | ≤4,0 | <Campest, | ≥93,0 | ≤0,5 | ≥1000 |
| Argentina | ≤0,1 | ≤4,0 | <Campest, | ≥93,0 | ≤0,5 | ≥1000 |
| USDA | ≤0,1 | ≤4,5 | <Campest, | ≥93,0 | ≤0,5 | ≥1000 |
| Australia | ≤0,1 | ≤4,8 | ≤1,9 | ≥92,5 | ≤0,5 | ≥1000 |
| Sudafrica | ≤0,1 | ≤4,8 | ≤1,9 | ≥92,5 | ≤0,5 | ≥1000 |
| California | ≤0,1 | n.d. | ≤1,9 | n.d. | n.d. | n.d. |
| China | n.d. | ≤4,0 | ≤0,5 | ≥93,0 | n.d. | ≥1000 |
| Brazil | ≤0,1 | ≤4,0 | <Campest, | ≥93,0 | n.d. | ≥1000 |
| India | n.d. | n.d. | n.d. | n.d. | n.d. | n.d. |
| Legenda: n.d. = non definito, % = % w/w sul totale degli steroli                                                | | | | | | |

All'interno di uno standard sovranazionale, come quello definito dalla Unione europea, possono essere introdotti disciplinari ancor più selettivi e specifici.
I disciplinari di produzione per i marchi di Denominazione di Origine Protetta (DOP) prevedono spesso l'utilizzo di tecniche tradizionali e norme restrittive e severe con l'intento di garantire un prodotto di qualità superiore e tradizionale con particolare riferimento alle varietà usate, che devono essere autoctone.
Le proprietà dell'olio d'oliva, meglio se extra vergine, si degradano facilmente se non viene conservato al riparo da luce e calore, meglio se all'interno di contenitori non trasparenti, di colore scuro.

## Fasi di produzione

### Raccolta delle olive

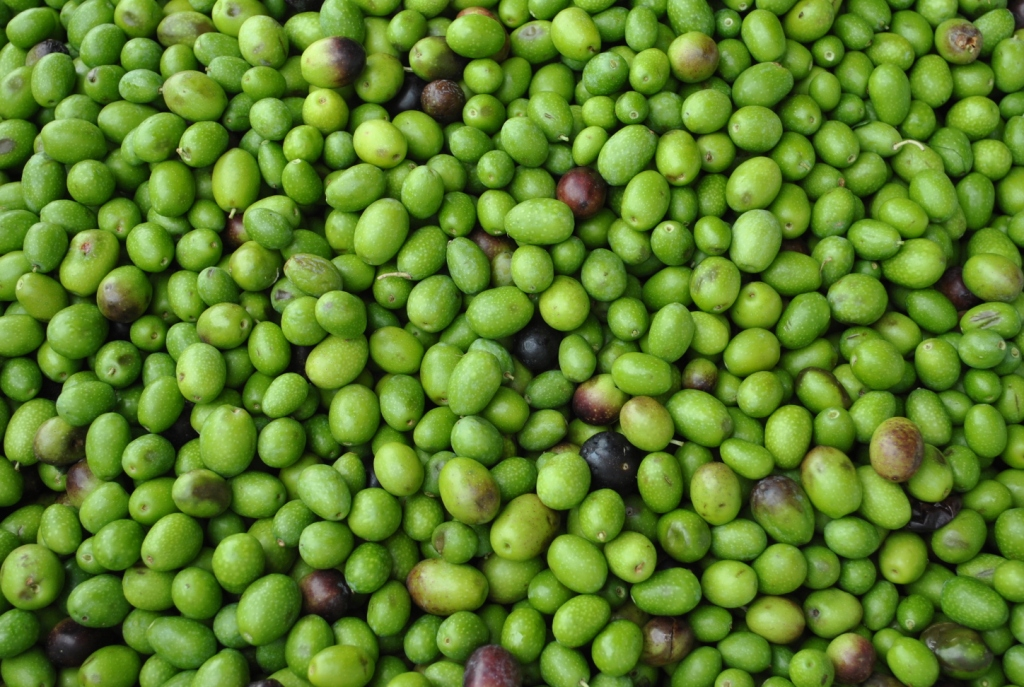
Olive da olio della Toscana.

Le olive sono tradizionalmente raccolte su reti, in alcune regioni battendo i rami con bastoni flessibili, in modo da provocare il distacco dei frutti, oppure in altre, attendendo la completa maturazione e quindi la loro caduta naturale dalla pianta. In Italia si raccoglie nel periodo che va da metà ottobre a fine dicembre. Una tecnica più moderna prevede l'utilizzo di abbacchiatori meccanici che scuotono i rami e provocano la caduta delle olive su una rete predisposta a terra che permette poi di raccoglierle più rapidamente e con minore fatica.

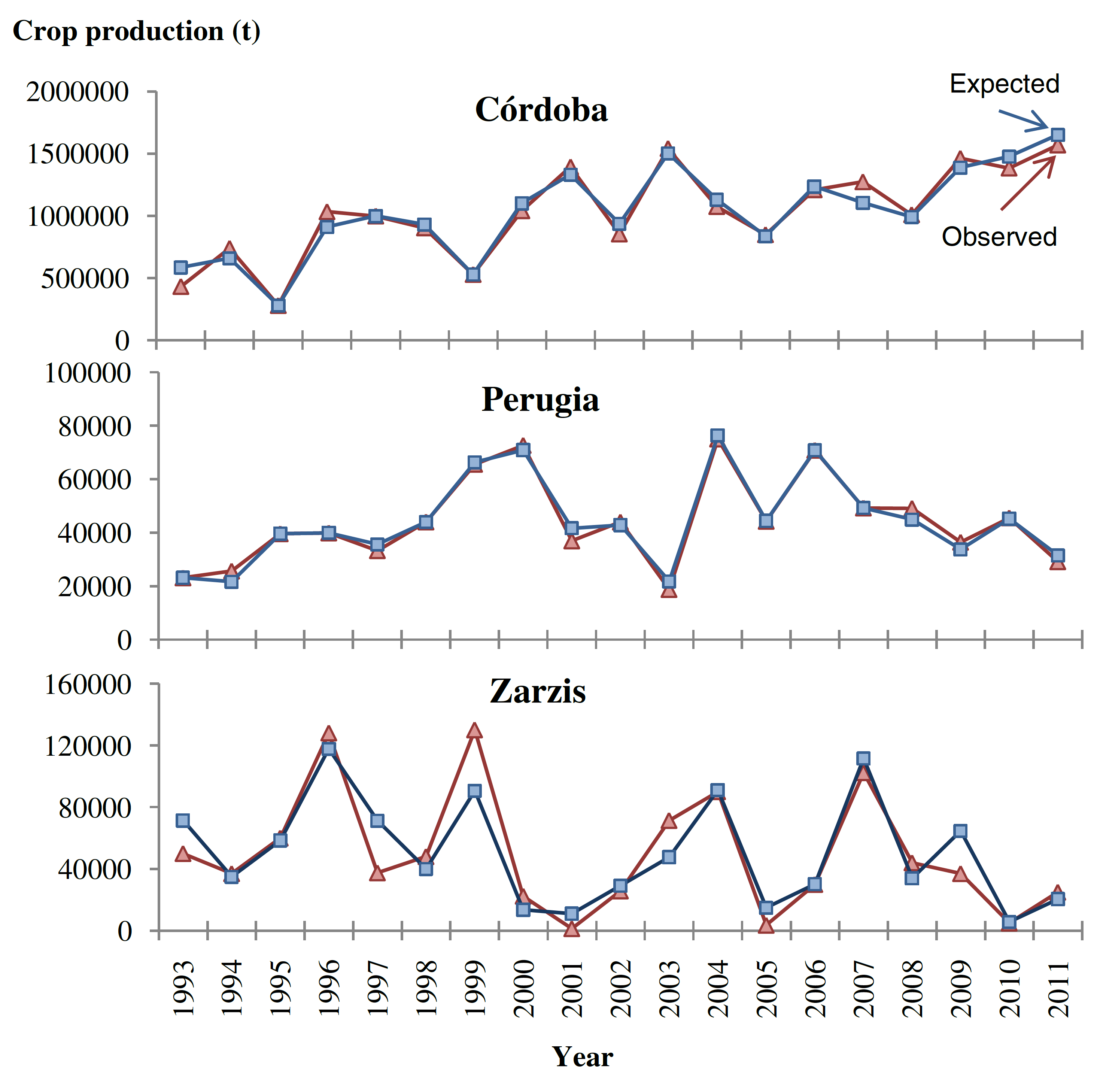
Pronostico della raccolta delle olive con il metodo aerobiologico (Oteros et al., 2014)

La raccolta a mano, con pettini e sacche a tracolla su lunghe scale a pioli di legno, è ancora praticata in molte zone d'Italia. Questa tecnica è sicuramente la più dispendiosa e lunga, ma dà la possibilità di scegliere i frutti, consentendo di raccogliere frutti integri e al giusto grado di maturazione. È ancora preferibile per le olive da conserva, ma rappresenta il primo degli elementi fondamentali per ottenere un olio extra vergine di oliva fragrante e privo di odori sgradevoli.
Esistono metodi di raccolta interamente meccanizzata tramite macchine scuotitrici con intercettatori delle olive a ombrello. Modernamente, in impianti di oliveto coltivati allo scopo (superintensivi) si raccoglie anche con macchine scuotitrici adatte anche alla raccolta meccanica dell'uva (vendemmiatrici).
Non meno importante al fine di ottenere un olio vergine esente da difetti è il metodo di stoccaggio delle olive. L'ideale è che le olive siano raccolte in bin di plastica e in sacchi e che siano conservate lontano da fonti di calore e molite nel giro di 24-48 ore dalla raccolta. Questo garantisce che le olive non fermentino in modo anaerobico dando origine alla formazione di "alcoli alifatici" che produrrebbero nell'olio difetti quali "riscaldo" e, in casi estremi, muffa.

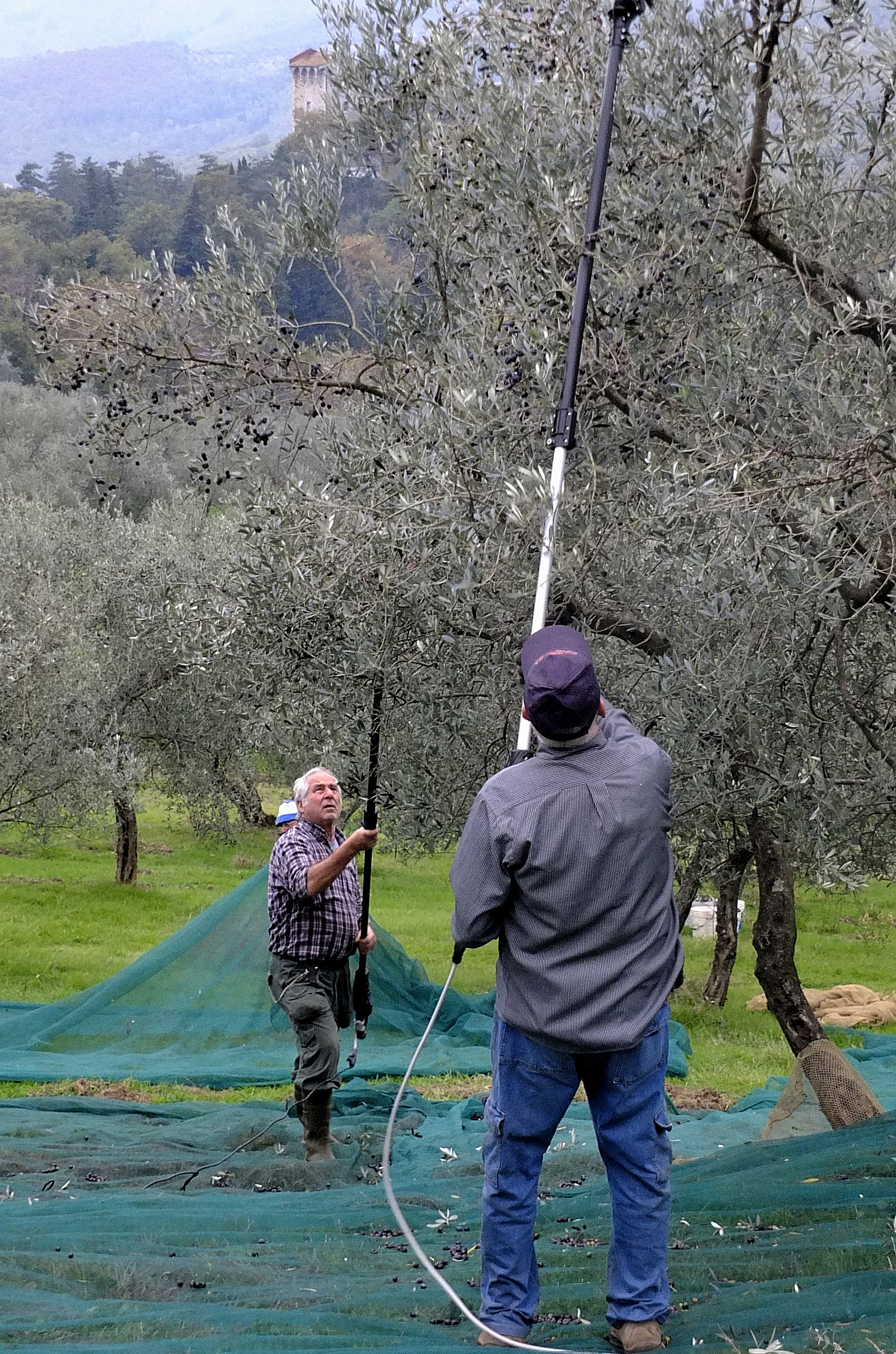
Raccolta delle olive
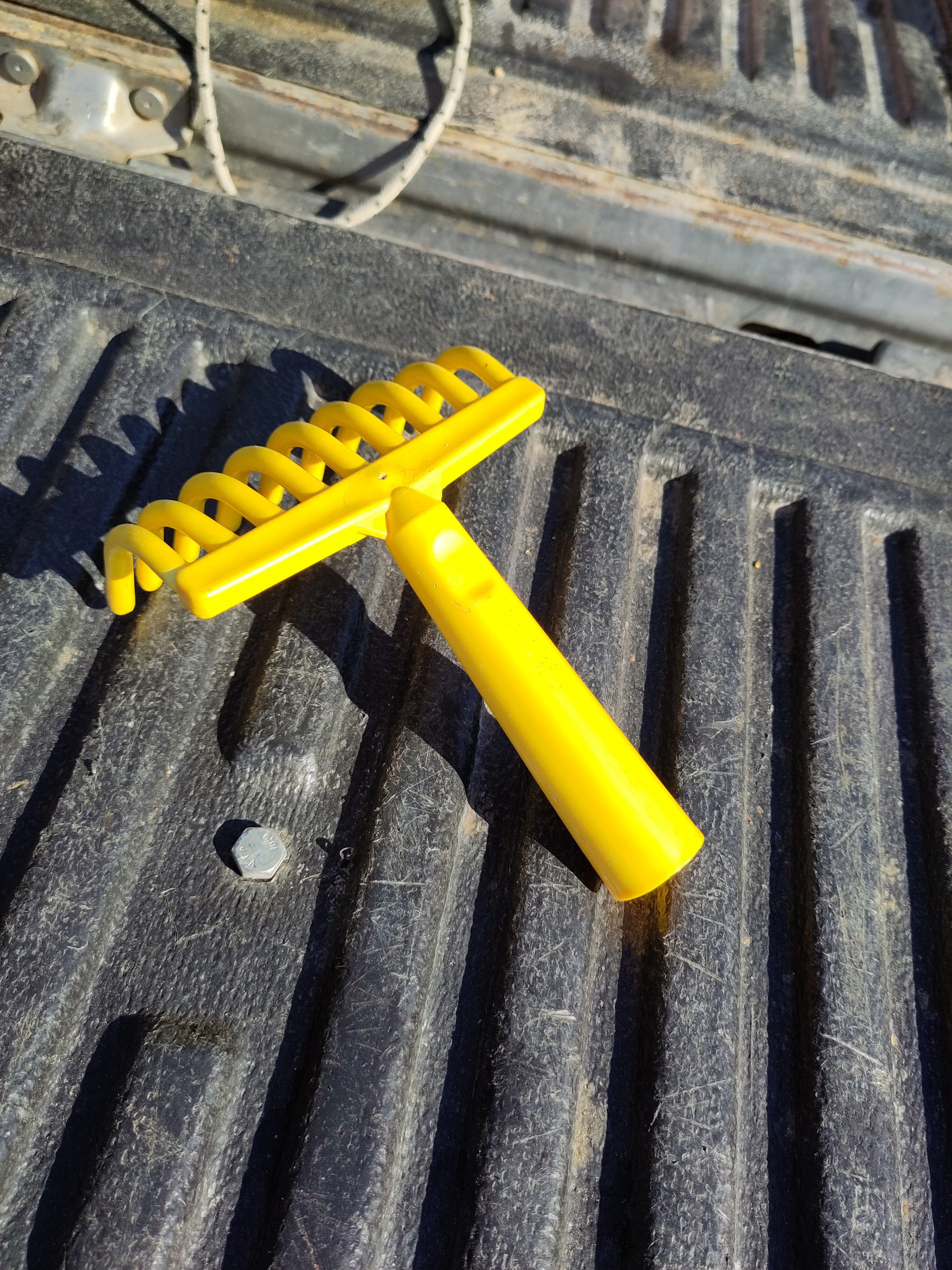
Pettine per la raccolta delle olive
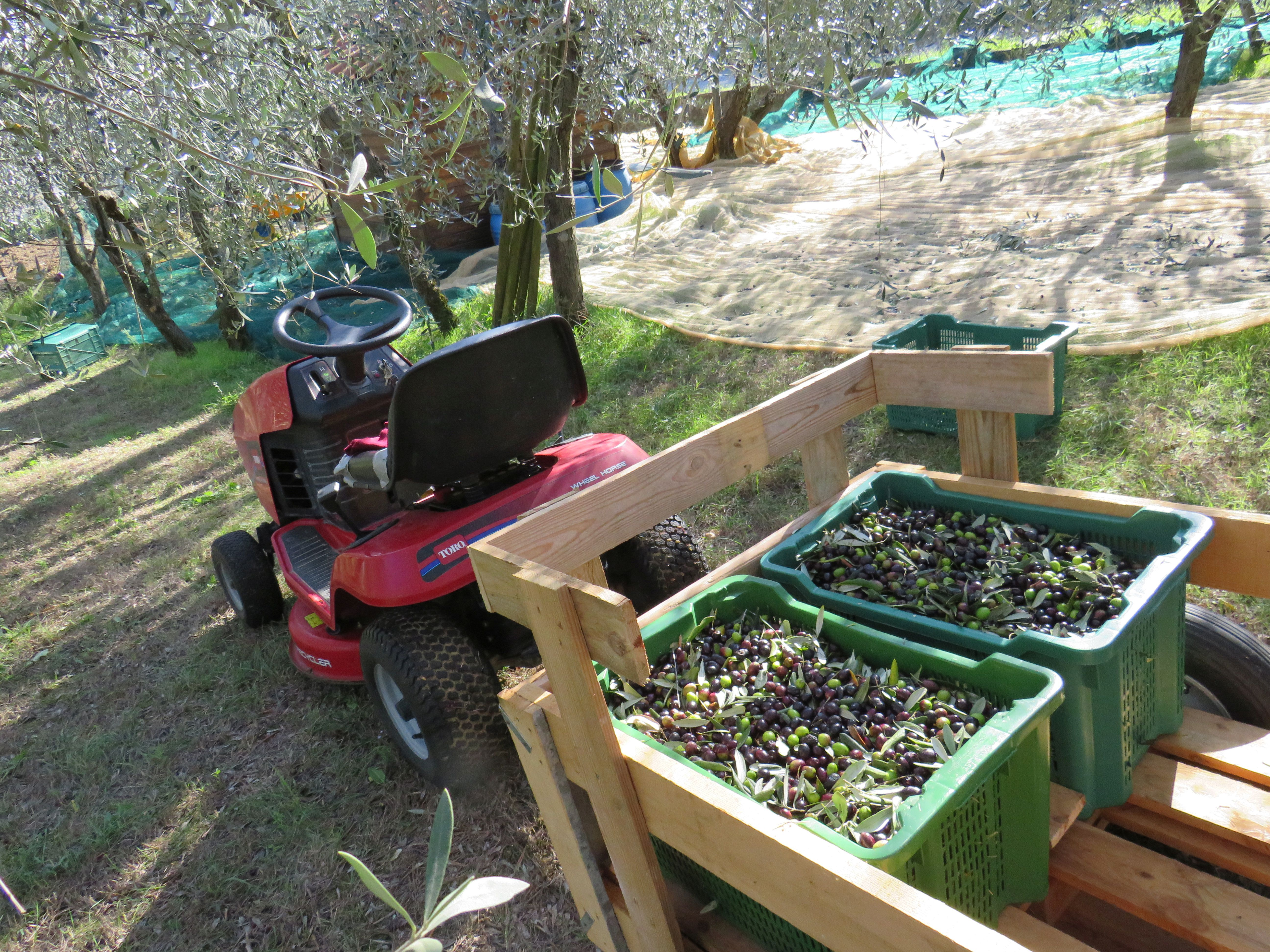
Trasporto delle olive raccolte

### Estrazione

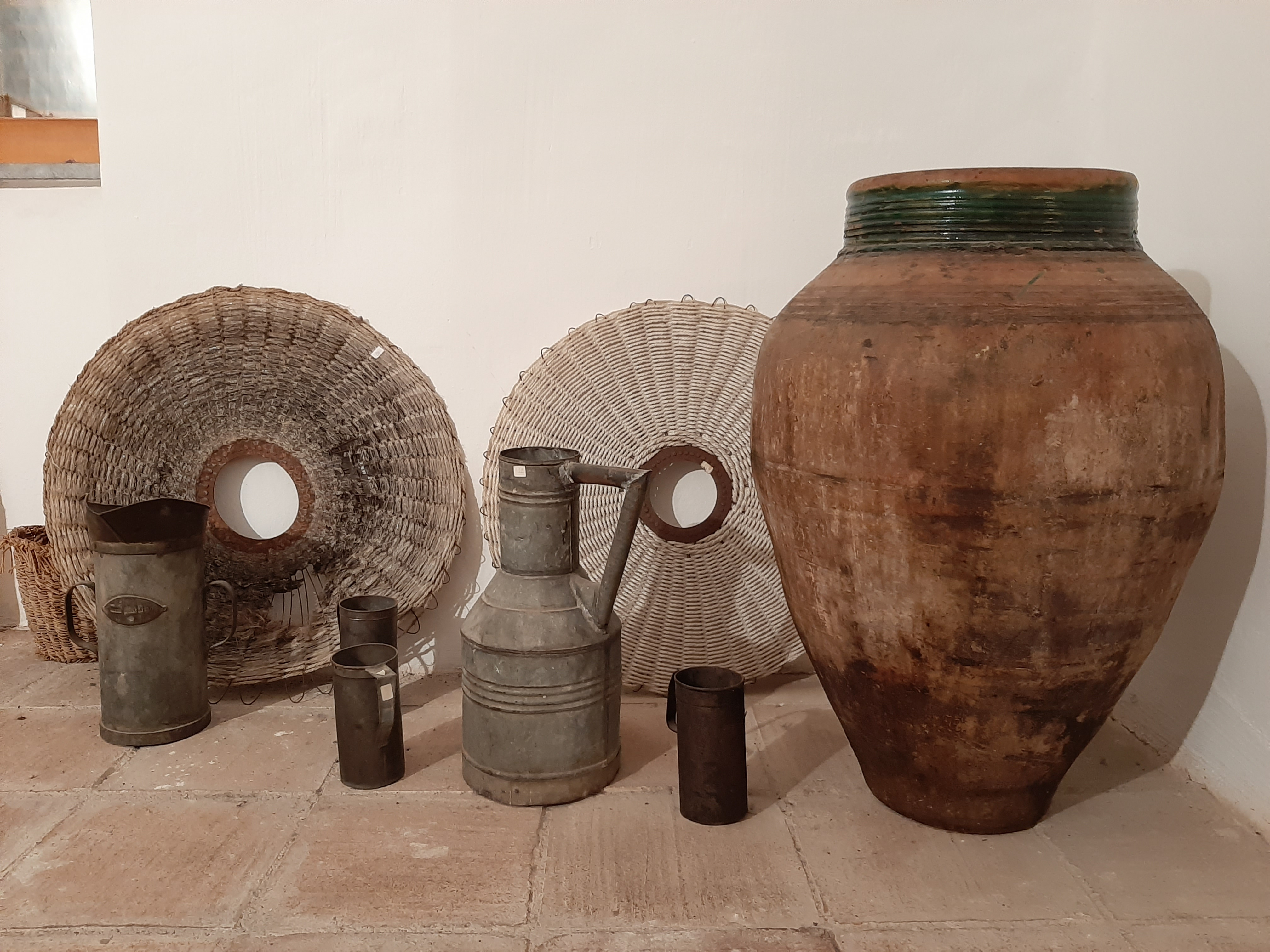
Strumenti tradizionali per l'estrazione e conservazione dell'olio di oliva in Sicilia (Museo civico Nicola Barbato, Piana degli Albanesi)

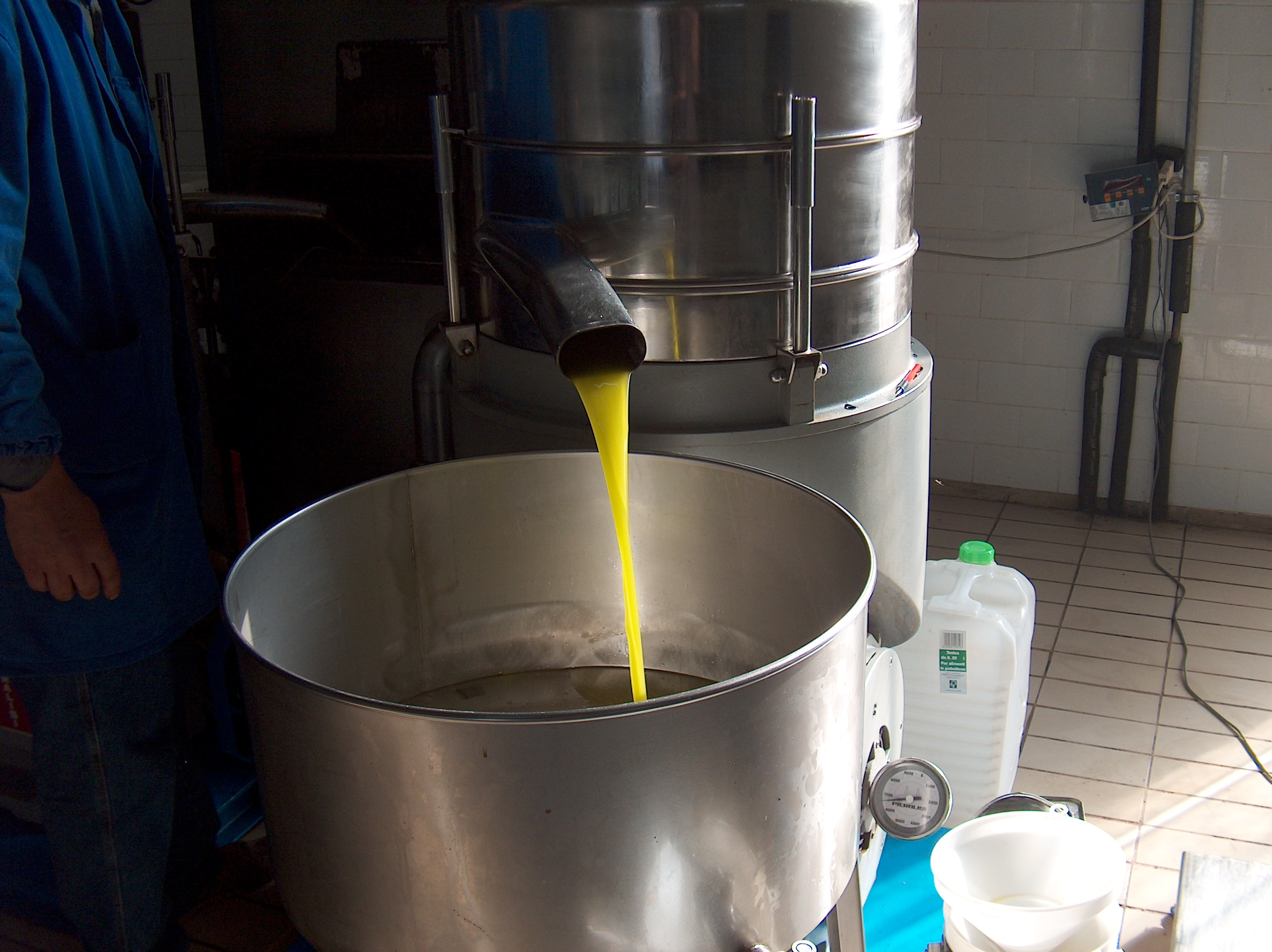
Olio di oliva appena centrifugato.

La produzione dell'olio di oliva di maggiore importanza si basa su processi di estrazione esclusivamente meccanici. In questo modo si distinguono merceologicamente gli oli "vergini" da quelli ottenuti mediante processi basati su metodi fisici e chimici (oli di semi, oli di oliva rettificati e raffinati, oli di sansa). Esistono due tecniche di estrazione più utilizzate: quella classica, per pressione, e quella moderna, per centrifugazione.
Altre tecniche prevedono l'impiego di metodi fisici e chimici a cui deve seguire un processo di raffinazione per rendere l'olio così prodotto commestibile; tuttavia, le norme e gli standard di qualità stabiliscono che un olio di oliva possa essere definito "vergine" solo se per la sua produzione sono stati impiegati esclusivamente metodi meccanici di pressione o centrifugazione. Pertanto l'olio ottenuto con il ricorso a metodi chimici e fisico-chimici è identificato con tipi merceologici differenti e distinti dal "vergine".
Le linee di lavorazione nell'estrazione meccanica differiscono per i metodi usati nelle singole fasi; esistono pertanto tipi di impianto differenti. Oltre che per le caratteristiche tecniche, gli impianti differiscono in modo marcato per la capacità di lavoro, il livello di meccanizzazione, l'organizzazione del lavoro, la resa qualitativa e quantitativa, i costi di produzione. In generale la linea di produzione di un oleificio comprende cinque fasi fondamentali:
- operazioni preliminari;
- molitura;
- estrazione del mosto d'olio;
- separazione dell'olio dall'acqua;
- stoccaggio, chiarificazione e imbottigliamento.

Per la molitura (o frangitura) delle olive possono essere utilizzati diversi sistemi come, ad esempio:
- molazze o macine;
- frangitori a martelli;
- frangitori a dischi dentati;
- frangitori a coltelli.

Anche nella fase di separazione dell'olio dall'acqua possono essere utilizzati sistemi diversi, come ad esempio:
- sistema a pressione;
- sinolea (percolamento);
- separazione centrifugo decanter.

In linea generale la resa delle olive può avere notevoli variazioni, da un minimo circa di 8–9 kg di olio extra vergine per 100 kg di olive pressate fino a un massimo di 22–28 kg di olio extra vergine per 100 kg di olive. Le variazioni sono imputabili a diversi fattori: l'esposizione degli olivi al sole, la disponibilità idrica nel periodo vegetativo e nel corso dell'accrescimento delle olive, l'epoca della raccolta.

## Produzione e mercato mondiale
La coltivazione dell'ulivo e la produzione di olio d'oliva sono diffuse in massima parte nell'area del Mediterraneo. L'Unione europea nel suo complesso occupa l'80% della produzione mondiale di olio di oliva. I maggiori produttori europei sono Spagna, Italia, Grecia e Portogallo, con quote minoritarie della Francia. In questi paesi l'olivicoltura ha una grande importanza non solo per l'economia rurale, ma anche per il patrimonio culturale e ambientale, se si considera che nel settore lavorano circa 2,5 milioni di produttori, circa un terzo degli agricoltori dell'Unione europea, e che in talune regioni di Italia, Spagna e Grecia l'olivicoltura è di gran lunga la principale attività agricola, sia in termini di occupati sia in termini di percentuale di superficie coltivata.

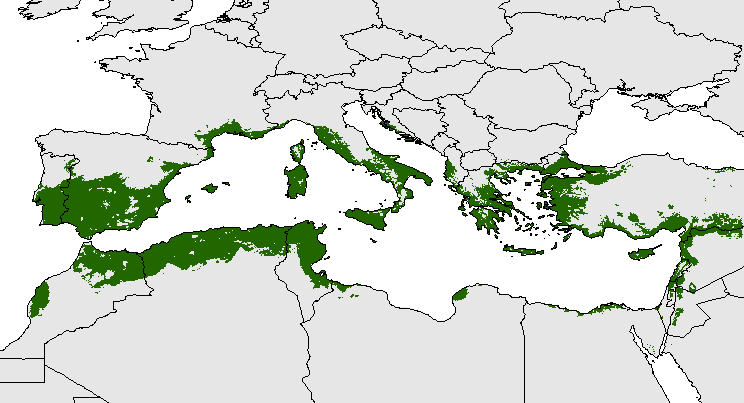
Potenziale distribuzione di ulivi nel bacino del Mediterraneo (Oteros, 2014)

Al di fuori dell'Unione europea i maggiori produttori si affacciano anch'essi sul Mediterraneo e sono Tunisia, Turchia, Siria e Marocco. Quote minoritarie vengono prodotte nel continente americano, in Australia e Giappone.
Tuttavia, per questioni legate a tradizionali e consolidate abitudini alimentari, si verifica che in talune aree geografiche, come il Nord Europa o il Nord America, si continuano a preferire altri tipi di oli e grassi (oli di semi, grassi animali eccetera), mentre l'olio d'oliva continua a essere particolarmente apprezzato negli stessi paesi che hanno un'antica tradizione olivicola. Ne consegue che il mercato dell'olio d'oliva è piuttosto anelastico, poiché gran parte del mercato mondiale del prodotto è costituito dagli stessi paesi produttori.
A livello mondiale, il mercato di tutti gli oli d'oliva rappresenta solo il 4% di tutti gli oli e grassi per uso alimentare. Tuttavia la domanda dell'olio d'oliva a livello mondiale, grazie alle qualità nutrizionali degli oli d'oliva e all'abbinamento alla dieta mediterranea, molto apprezzata per la sua semplicità e per gli aspetti salutistici, è in continua crescita con incrementi dal 3 al 5% all'anno.

### Tabella dei produttori e consumatori
I principali paesi produttori e consumatori sono:
| Principali produttori e consumatori (2021) | Principali produttori e consumatori (2021) | Principali produttori e consumatori (2021) |
| Nazione                                    | Produzione (1000 ton)                      | Consumo pro capite annuo (Kg)              |
| ------------------------------------------ | ------------------------------------------ | ------------------------------------------ |
| Spagna                                     | 1622                                       | 12                                         |
| Italia                                     | 350                                        | 9,5                                        |
| Grecia                                     | 319                                        | 13,68                                      |
| Turchia                                    | 250                                        | 2,44                                       |
| Portogallo                                 | 244                                        | 6,41                                       |
| Marocco                                    | 204                                        | 3,84                                       |
| Tunisia                                    | 153                                        | 4,06                                       |
| Siria                                      | 118                                        | 3,89                                       |
| Algeria                                    | 79                                         | 2,73                                       |

### Produzione italiana
Dopo la Spagna, l'Italia è il secondo produttore di olio d'oliva in Europa e nel mondo, con una produzione nazionale media di oltre 464 000 tonnellate, due terzi dei quali extra vergine. Inoltre l'Italia possiede 42 denominazioni DOP e 7 IGP riconosciute dall'Unione europea ed è per tanto, costantemente, il paese più titolato.
In Italia l'ulivo è diffuso su circa un milione di ettari in coltura principale e su una superficie di poco inferiore in coltura secondaria, consociata con seminativi o con altre specie arboree (vite, agrumi, mandorlo eccetera).
Per quanto attiene alle zone altimetriche, l'olivo è diffuso per il 2% in montagna, il 53% in collina e per il 44% in pianura. Per le caratteristiche stesse della pianta, che ha bisogno di un clima mite e senza troppi sbalzi termici, la coltivazione dell'olivo in Italia è molto diffusa nelle regioni del Centro (19%) e del Sud (77,9%), mentre al Nord la produzione è più limitata (2%), ma in aumento, concentrandosi particolarmente in alcune zone a microclima più temperato, come per esempio la Liguria e le zone collinari attorno al Lago di Garda. Le piante in produzione sono circa 170 milioni e le aziende agricole che si occupano di olivicoltura sono più di un milione, pertanto le superfici medie coltivate sono dell'ordine di un ettaro circa, a testimonianza dell'estrema frammentazione fondiaria.
Legenda: ND, dato non disponibile
| Produzione regionale olio di pressione | Produzione regionale olio di pressione | Produzione regionale olio di pressione | Produzione regionale olio di pressione | Produzione regionale olio di pressione |
| posizione (Quintali)                   | Regione                                | 2014 (quintali)                        | 2013 (quintali)                        | 2012 (quintali)                        |
| -------------------------------------- | -------------------------------------- | -------------------------------------- | -------------------------------------- | -------------------------------------- |
| 1 (1885495)                            | Puglia                                 | 1906625                                | 1848259                                | 1901601                                |
| 2 (1498612)                            | Calabria                               | 2040522                                | 1032051                                | 1423263                                |
| 3 (486023)                             | Sicilia                                | 476760                                 | 492807                                 | 488502                                 |
| 4 (396344)                             | Campania                               | 367926                                 | 380255                                 | 440851                                 |
| 5 (227576,3)                           | Lazio                                  | 226679                                 | 193950                                 | 262100                                 |
| 6 (175627,3)                           | Abruzzo                                | 158721                                 | 185924                                 | 182237                                 |
| 7 (124560,3)                           | Toscana                                | 137929                                 | 168084                                 | 67668                                  |
| 8 (72332,6)                            | Umbria                                 | 108410                                 | 57300                                  | 51288                                  |
| 9 (62757,3)                            | Basilicata                             | 63666                                  | 61967                                  | 62639                                  |
| 10 (57200)                             | Molise                                 | 57200                                  | 57200                                  | 57200                                  |
| 11 (46210,6)                           | Liguria                                | 23799                                  | 57278                                  | 57555                                  |
| 12 (43451,3)                           | Sardegna                               | 85154                                  | 45200                                  | ND                                     |
| 13 (38203)                             | Marche                                 | 39356                                  | 33402                                  | 41851                                  |
| 14 (13630)                             | Lombardia                              | 26418                                  | 7722                                   | 6750                                   |
| 15 (8381,3)                            | Veneto                                 | 13332                                  | 5472                                   | 6340                                   |
| 16 (6960,3)                            | Emilia-Romagna                         | 7403                                   | 6872                                   | 6606                                   |
| 17 (2567)                              | Trentino-Alto Adige                    | 2384                                   | 2750                                   | 2567                                   |
| 18 (185,6)                             | Friuli-Venezia Giulia                  | 224                                    | 333                                    | ND                                     |
| 19 (140)                               | Piemonte                               | 104                                    | 181                                    | 135                                    |

Un'inchiesta del New York Times del 2014 mostra come una considerevole quantità di olio di oliva venduto come "italiano" sia d'importazione straniera (principalmente da Spagna, Tunisia e Marocco), o venga adulterato da olio di soia o di semi raffinati importati. Vengono poi rivenduti sul mercato, estero e italiano, come oli "made in Italy" o imbottigliati in Italia, con considerevoli rincari da parte degli importatori e dei distributori.

### Olio d'oliva in Spagna

#### Denominazioni di origine e indicazione geografica
In Spagna per garantire la qualità dell'olio d'oliva spagnolo (aceite de oliva in spagnolo), tutti gli oli extra vergine d'oliva sono sotto la dicitura di Denominazione di origine. Esistono 32 Denominazioni di origine protetta: delle quali 24 riconosciute dall'Unione Europea.

Aceites de oliva virgen con Denominación de Origen Protegida de España.
(Andalucía): 1. Sierra de Cádiz; 2. Antequera; 3. Estepa; 4. Lucena; 5. Priego de Córdoba; 6; Poniente de Granada; 7. Baena; 8. Jaén Sierra Sur; 9. Montes de Granada; 10. Sierra Mágina; 11. Sierra de Cazorla; 12. Sierra de Segura; 13. Campiñas de Jaén; 14. Montoro-Adamuz; (Extremadura) 15. Monterrubio; 16. Gata-Hurdes; (Castilla-La Mancha) 17. Aceite Campo de Montiel; 18. Campo de Calatrava; 19. Aceite Montes de Alcaraz; 20. La Alcarria; 21. Montes de Toledo; (Baleares) 22. Aceite de Mallorca; (Cataluña) 23. Baix Ebre-Montsià; 24. Oli de Terra Alta; 25. Siurana; 26. Les Garrigues; 27. Oli de l'Empordà; (La Rioja) 28. Aceite de La Rioja; (Navarra) 29. Aceite de Navarra; (Aragón) 30. Aceite del Bajo Aragón; (Comunidad Valenciana) 31. Aceite de la Comunitat Valenciana; (Madrid) 32. Aceite de Madrid.

- Aceite de La Alcarria
- Aceite Campo de Montiel
- Aceite Campo de Calatrava
- Aceite de la Comunitat Valenciana
- Aceite de La Rioja
- Aceite de Madrid
- Aceite de Mallorca
- Aceite de Navarra
- Aceite de Terra Alta
- Aceite del Bajo Aragón
- Aceite del Empordà
- Aceite Montes de Alcaraz
- Antequera
- Baix Ebre-Montsiá
- Baena
- Campiñas de Jaén
- Estepa

- Gata-Hurdes
- Les Garrigues
- Lucena
- Monterrubio
- Montes de Granada
- Montes de Toledo
- Montoro-Adamuz
- Poniente de Granada
- Priego de Córdoba
- Sierra de Cádiz
- Sierra de Cazorla
- Sierra Mágina
- Sierra del Moncayo
- Sierra de Segura
- Sierra Sur
- Siurana

## Usi
L'olio d'oliva è utilizzato soprattutto in cucina, principalmente nelle varietà extra vergine e vergine, per condire insalate, insaporire vari alimenti, conservare verdure in barattolo. Inoltre, grazie al suo punto di fumo di 210 °C, superiore alla temperatura ideale per le fritture (180 °C), l'olio d'oliva si presta ad essere utilizzato come olio per friggere ad alta temperatura e per lungo tempo, a differenza di altri olii di semi e del burro non chiarificato che alle stesse temperature rilasciano sostanze tossiche. L'uso di olio d'oliva per le fritture domestiche è consigliato anche per la ricchezza di acidi grassi monoinsaturi.
È uno dei principali componenti della dieta mediterranea, in sostituzione degli alimenti contenenti grassi saturi di origine animale.
L'aroma dell'olio può variare molto a seconda delle varietà di olive da cui è prodotto, luogo di produzione, grado di maturazione, modalità di raccolta del frutto eccetera.
Questo olio è anche usato in cosmetica e per la produzione del sapone. Un tempo si usava come farmaco e come combustibile per le lampade a olio.

## Frodi sanitarie e commerciali
L'olio d'oliva ed in particolare l'olio extravergine d'oliva, per il suo alto valore commerciale (alto prezzo e domanda rispetto ad altri oli alimentari) è tra i prodotti alimentari più soggetti a adulterazione, sofisticazione, contraffazione.
L'olio d'oliva risulta essere il prodotto alimentare più adulterato nell’Unione Europea, tanto da costringere l’ufficio antifrode dell’Unione Europea ad istituire una vera e propria task force per il controllo e la tutela dell’olio d’oliva.
Il fenomeno non è recente e nonostante il progressivo adeguamento delle norme e delle tecniche per individuare le principali frodi è ancora di notevole rilevanza, soprattutto economica. In alcuni controlli in diversi paesi è emerso che molti (oltre il 70% dei campioni) dei prodotti commercializzati come olio extravergine di oliva non superavano i test sensoriali e/o chimici definiti dagli standard. Il caso più grave di frode sanitaria riporta alla "sindrome da olio tossico" che avrebbe colpito 20000 persone con oltre 1000 decessi. Provocata in Spagna negli anni 1981-1982 dalla vendita come olio di oliva di un olio di colza denaturato con un 2% di anilina ha avuto un impatto sulla salute pubblica molto più rilevante delle varie frodi, nell'immediato dopoguerra con oli esterificati, poi proibiti da una apposita legge, o di quella ancora segnalata con oli esausti da frittura. Le frodi commerciali più frequenti comportano il miscelare un olio di alto valore (per il paese di origine o perché biologico) con altro olio analogo ma di minor costo e qualità. Altre frodi comportano: la miscelazione con oli di semi, la sofisticazione con aggiunta di clorofilla e betacarotene, la miscelazione di olio extravergine con olio d'oliva (a volte olio lampante o olio di sansa) raffinato. Una frode di difficile individuazione molto comune comporta la deodorazione ad alta temperatura dell'olio extravergine d'oliva prodotto da olive di bassa qualità o mal conservate.

### Olio di carta
In Italia come pratica del cosiddetto «olio di carta» si intende la produzione fittizia di olio extravergine supportata da false fatturazioni per prodotto inesistente o anche dalle rese di molitura superiori a quelle effettive, che avvengono nell'area di base della produzione di olio vergine di oliva, ossia presso il settore agricolo. Questa pratica spiegherebbe in parte come la quantità di olio extravergine di olive venduto come italiano nel mondo sia superiore a quella effettivamente prodotta.
Attraverso queste produzioni fittizie di olio extravergine si introducono in Italia, direttamente al momento dell'estrazione dell'olio dalle olive italiane, oli d'oliva stranieri che sono in tal modo inseriti tra le produzioni extravergini italiane ed immessi in commercio come oli di origine italiana. Il fenomeno dell' «olio di carta» fino all'applicazione del registro del SIAN (Servizio Informativo Agricolo Nazionale), in vigore dal 1º luglio 2011, ha raggiunto volumi notevoli, stimati tra le 100.000 e le 200.000 tonnellate annue, tra il 15 e il 30 per cento in più della produzione reale consistente in 400.000 tonnellate.

Grazie anche al SIAN e alla normativa recata dalla legge "salva olio" n. 9/2013, si stima possa essere ridotta a qualche decina di migliaia di tonnellate.

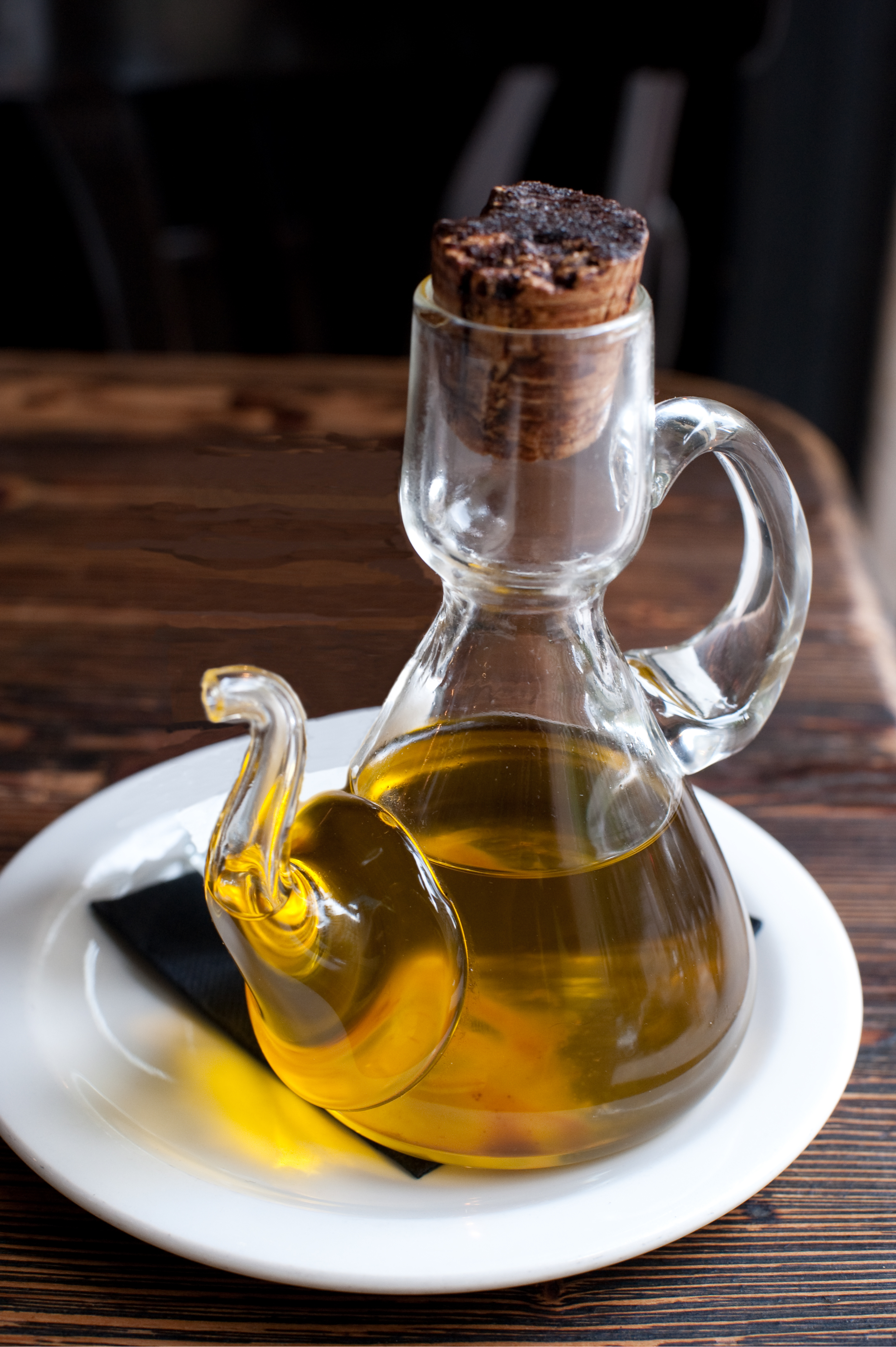
Olio d'oliva nell'oliera da tavola
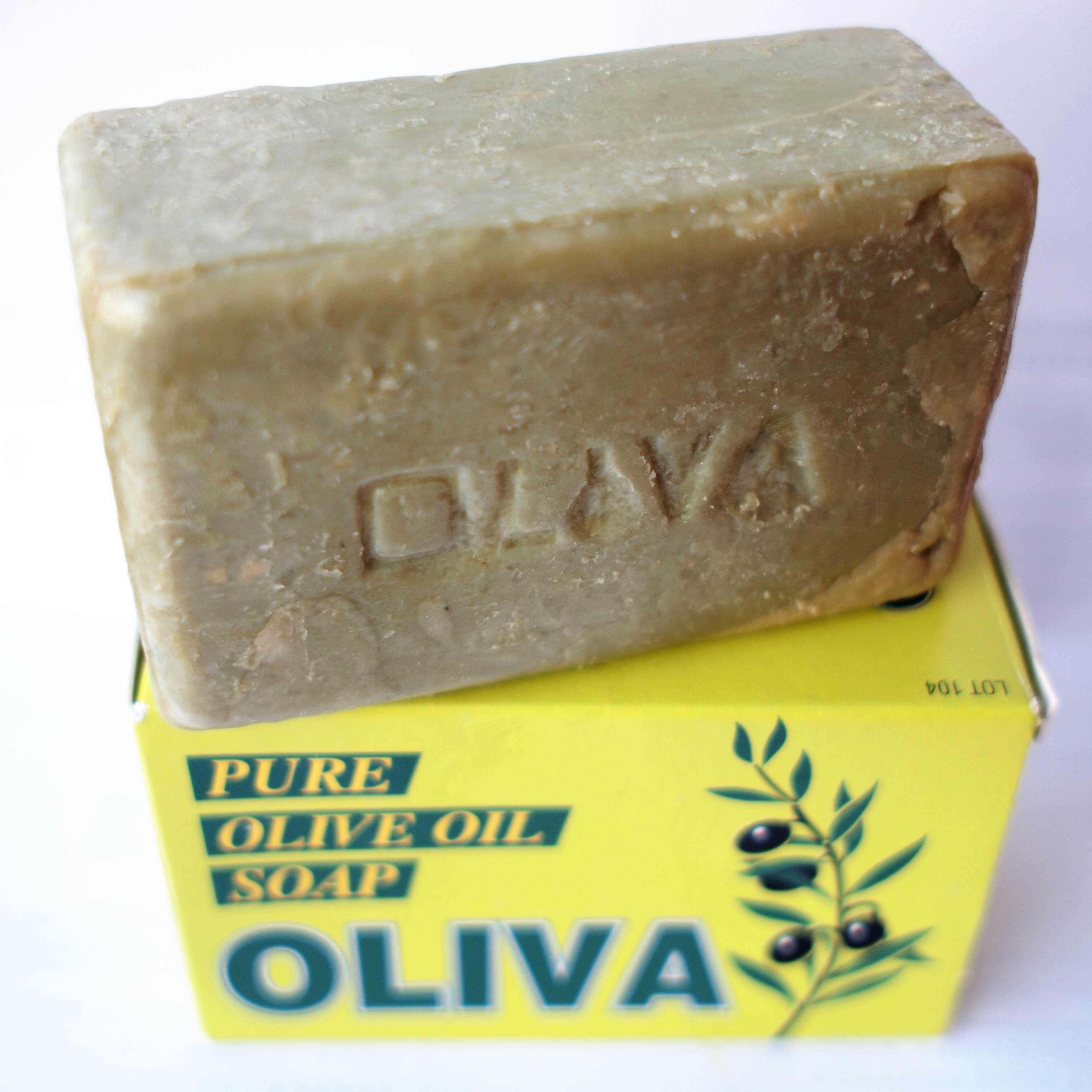
Sapone all'olio d'oliva
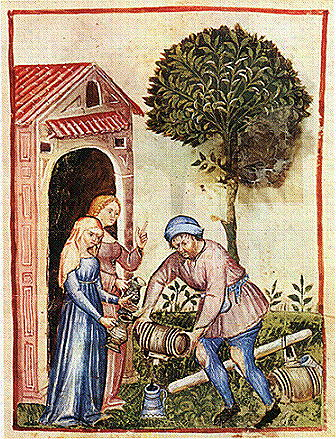
L'uso nella farmacopea medioevale dell'olio d'oliva (da Tacuinum Sanitatis)
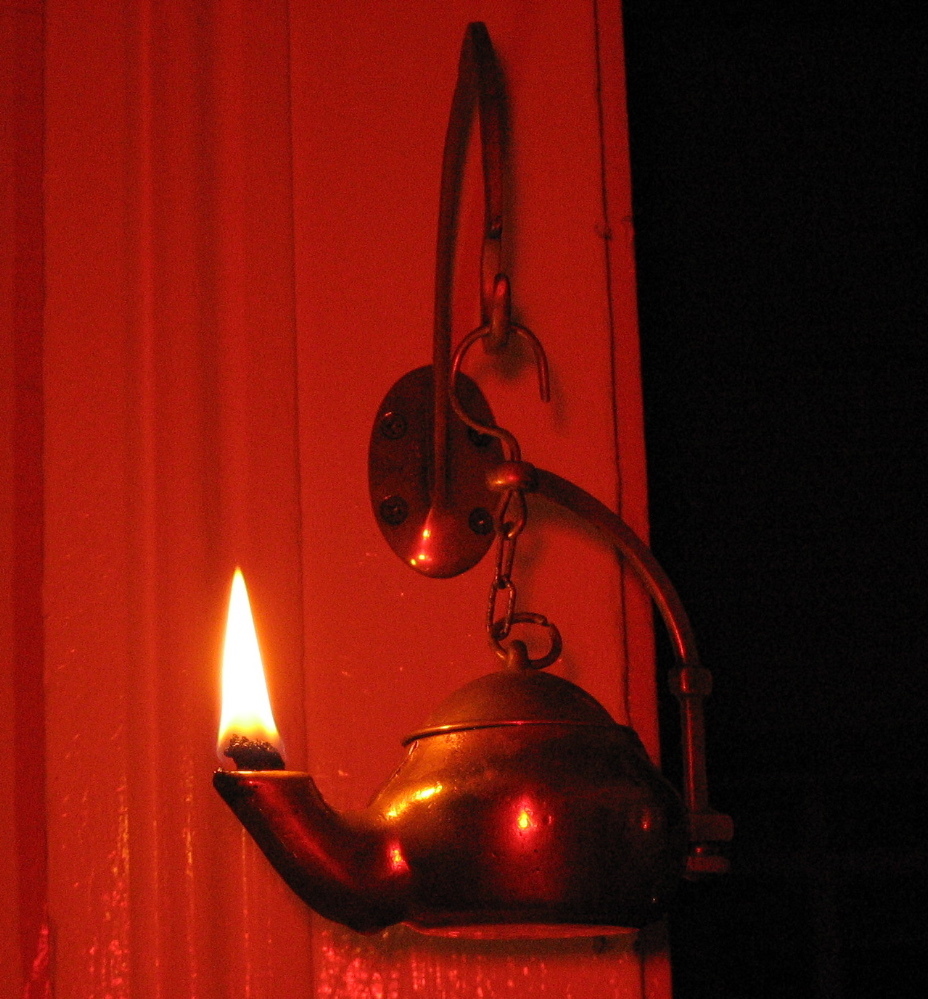
Lampada a olio d'oliva prodotta in Italia alla fine del XIX secolo

## Consumi
I maggiori paesi consumatori di olio d'oliva sono, nell'ordine, l'Italia (30% del totale mondiale), la Spagna (20%), la Grecia (9%), gli Stati Uniti (8%), la Francia (4%) e la Siria (3%), seguiti da Portogallo, Algeria, Marocco, Tunisia e Turchia (tutti col 2%). L'Unione europea consuma il 71% della produzione mondiale, mentre il bacino del Mediterraneo ne consuma il 77%.
Nel periodo 1996-2000, la media dei consumi mondiali è stata di 2.371.000 t. Nel periodo si è osservata una costante tendenza all'aumento dei consumi anche al di fuori dei paesi produttori, dove erano tradizionalmente concentrati.

## Effetti sulla salute
L'olio d'oliva possiede delle capacità benefiche grazie alla presenza di particolari sostanze antiossidanti, che sono i fenoli (tra cui l'idrossitirosolo e l'oleuropeina), i carotenoidi e tocoferoli (tra cui la vitamina E o α-tocoferolo). Queste sostanze sono maggiormente presenti nell'olio extra vergine d'oliva.
In particolare:
- l'idrossitirosolo inibisce l'aggregazione piastrinica e ha proprietà antinfiammatorie;
- l'oleuropeina promuove la formazione di acido nitrico, che funge da vasodilatatore e antibatterico.

Inoltre l'olio d'oliva è la principale fonte alimentare dell'antiossidante DHPEA-EDA che, rispetto ad altri fenoli presenti in differenti oli, è uno dei più efficaci anche a basse dosi nel contrastare lo stress ossidativo di radicali liberi e colesterolo LDL sui globuli rossi, che sono le cellule più esposte.
È stato anche dimostrato che le sostanze contenute nell'olio d'oliva svolgono un ruolo benefico nella prevenzione di malattie cardiovascolari quali l'aterosclerosi.
Secondo uno studio del 2022 condotto dall'Università di Harvard su 92.383 adulti americani sani selezionati dagli Nurses’ Health Study II ed Health Professionals Follow-Up Study, che riportavano i dati sulle loro abitudini alimentari ogni due anni, indipendentemente dalla predisposizione genetica e dalla dieta, i partecipanti che consumavano almeno 7 grammi di olio d’oliva al giorno mostravano un rischio inferiore del 28% di morte correlata alla demenza. Una maggiore assunzione di olio d’oliva era associata a un rischio inferiore del 19% di mortalità per malattie cardiovascolari, rischio inferiore del 17% di mortalità per cancro, rischio inferiore del 29% di mortalità per malattie neurodegenerative e rischio inferiore del 18% di mortalità per malattie respiratorie. Si tratta del primo studio che correla il consumo di olio ad un ridotto rischio di sviluppare la demenza.